# Narathura stymphelus
Narathura stymphelus är en fjärilsart som beskrevs av Hans Fruhstorfer 1914. Narathura stymphelus ingår i släktet Narathura och familjen juvelvingar. Inga underarter finns listade i Catalogue of Life.